# Faux (Ardenne)
Faux è un comune francese di 55 abitanti situato nel dipartimento delle Ardenne nella regione del Grand Est.

## Società

### Evoluzione demografica
Abitanti censiti